# Bangor (Maine)
 For alternative betydninger, se Bangor. (Se også artikler, som begynder med Bangor)
Bangor er den tredjestørste by i den amerikanske delstat Maine. I 2000 havde byen 31.473 indbyggere. Byen er administrativt centrum i det amerikanske county Penobscot County.

## Ekstern henvisning
- Wikimedia Commons har flere filer relateret til Bangor (Maine)
- Bangors hjemmeside (engelsk)

44°48′11″N 68°46′03″V / 44.8031°N 68.7675°V